# Geniale
Geniale è un singolo del cantautore italiano Tropico, pubblicato il 24 settembre 2021 come quarto estratto dall'album in studio Non esiste amore a Napoli.

## Video musicale
Il video, diretto da Enea Colombi, è stato reso disponibile il 27 settembre 2021, seguito da un secondo video di Non esiste amore a Napoli diventando così un cortometraggio. Il corto è stato pubblicato attraverso il canale YouTube del cantautore.